# José Albino Silva Peneda

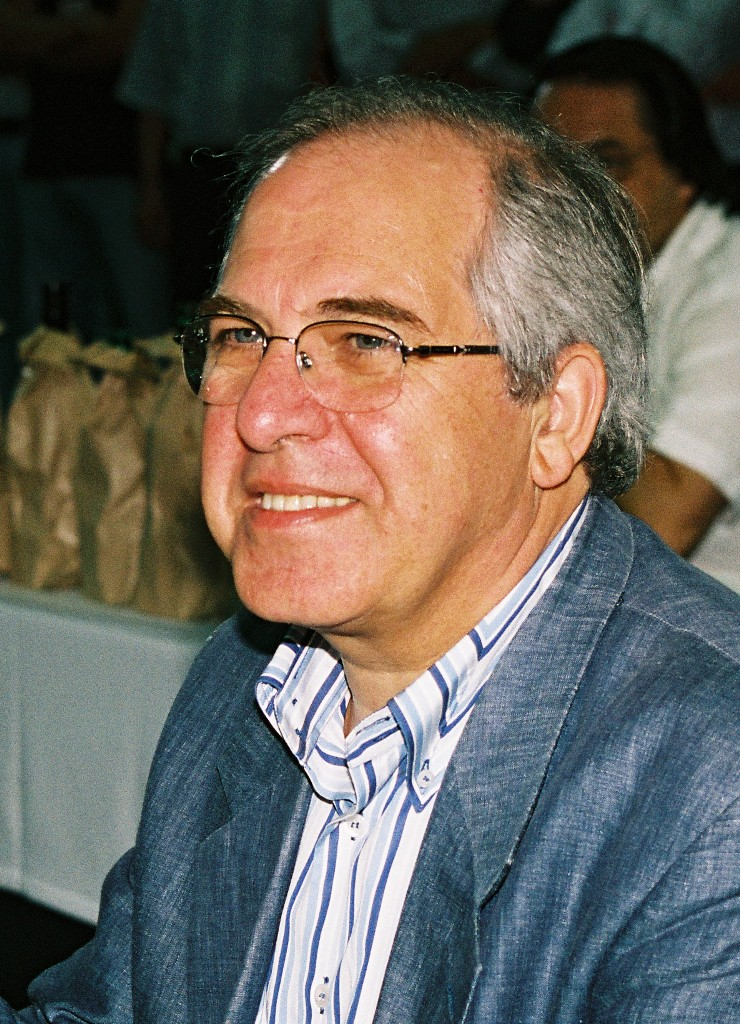
José Albino Silva Peneda

José Albino Silva Peneda este un om politic portughez, membru al Parlamentului European în perioada 2004-2009 din partea Portugaliei.
1. ↑  Adunarea Republicii
2. ↑  Deputații în Parlamentul European